# Каринаро
Каринаро, Карінаро (італ. Carinaro) — муніципалітет в Італії, у регіоні Кампанія,  провінція Казерта.
Каринаро розташоване на відстані близько 180 км на південний схід від Рима, 17 км на північ від Неаполя, 14 км на південний захід від Казерти.
Населення — 7152 особи (2014).
Щорічний фестиваль відбувається 16 вересня. Покровитель — Sant'Eufemia.

## Демографія
Населення за роками:

Станом на 1 січня 2023 року в муніципалітеті офіційно проживав 351 іноземець з 32 країн, серед них 42 громадяни країн Євросоюзу та 114 громадян України.

## Сусідні муніципалітети
- Аверса
- Гричиньяно-ді-Аверса
- Марчанізе
- Санта-Марія-Капуа-Ветере
- Теверола